# Halichondria ridleyi
Halichondria ridleyi är en svampdjursart som beskrevs av Hooper, Cook, Hobbs och Kennedy 1997. Halichondria ridleyi ingår i släktet Halichondria och familjen Halichondriidae. Inga underarter finns listade i Catalogue of Life.